# Megin-Kangalasz járás

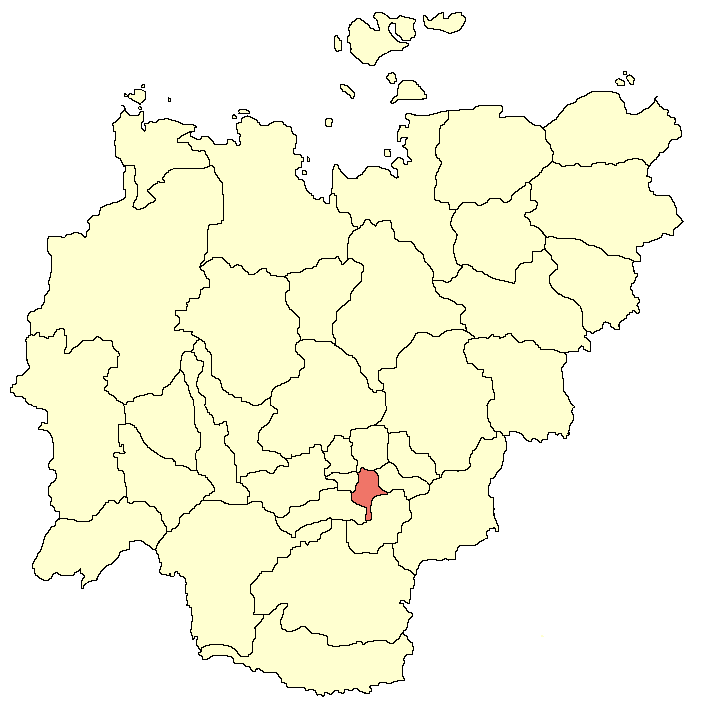
A Megin-Kangalasz járás Jakutföldön

A Megin-Kangalasz járás (oroszul Мегино-Кангаласский улус, jakut nyelven Мэҥэ Хаҥалас улууһа) Oroszország egyik járása Jakutföldön. Székhelye Nyizsnyij Besztyah.

## Népesség
- 1989-ben 31 623 lakosa volt.
- 2002-ben 32 288 lakosa volt, melynek 91%-a jakut, 6,4%-a orosz, 0,4%-a ukrán, 0,3%-a even.
- 2010-ben 31 278 lakosa volt, melyből 28 249 jakut, 1707 orosz atb.